# Gyertyaszentelő Boldogasszony

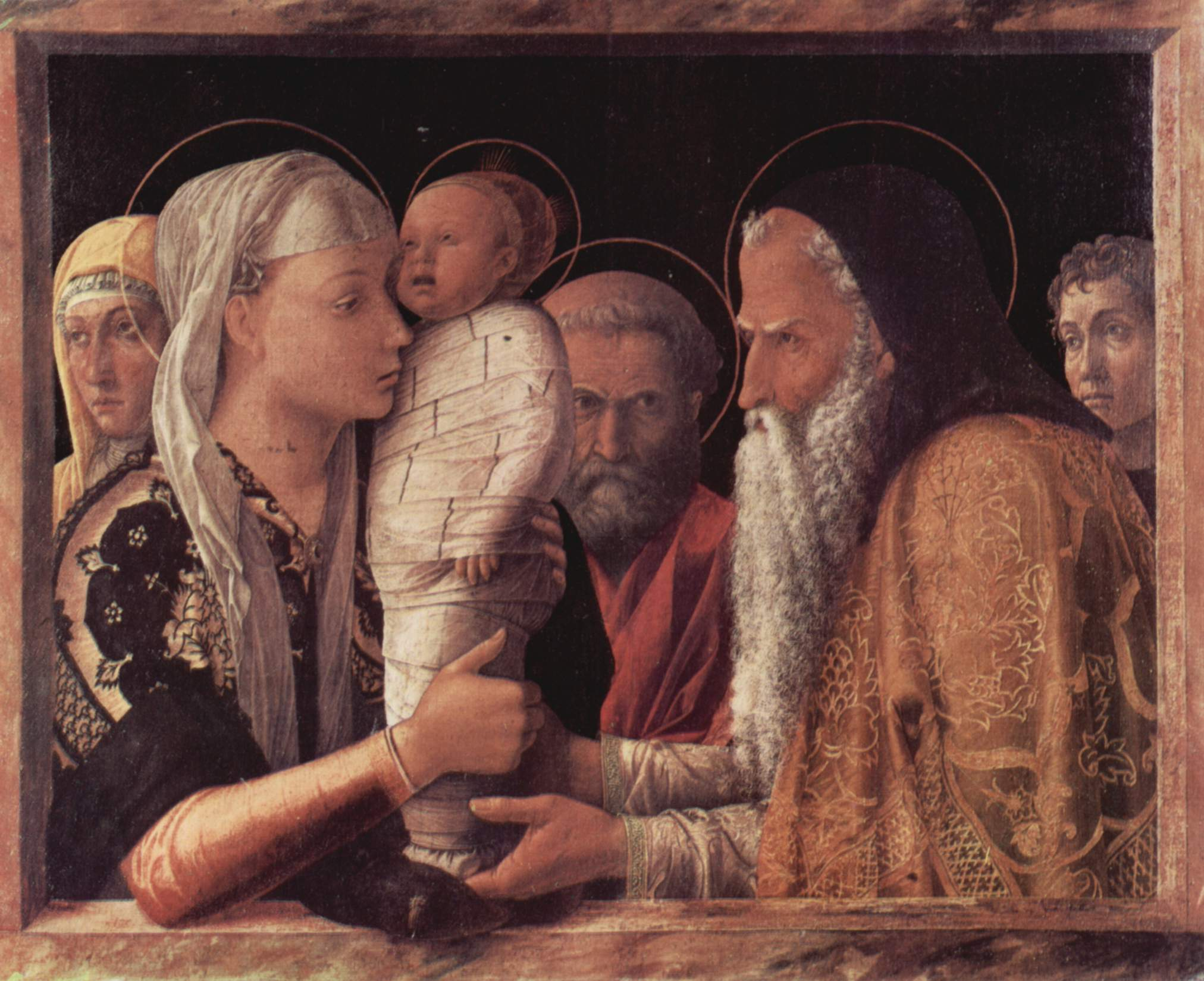
Andrea Mantegna 1465: Jézus bemutatása a templomban

A Gyertyaszentelő Boldogasszony (latinul: Purificatio Beatae Mariae Virginis) /Urunk bemutatása a templomban/Jézus Krisztus találkozása Simeonnal ünnepet február 2-án tartja a katolikus egyház, amikor a közösség Jézus bemutatását ünnepli.

## A gyertyaszentelés története
Szűz Mária negyven nappal Jézus születése után bemutatta gyermekét a jeruzsálemi templomban. A jelen lévő idős Simeon Jézust a nemzetek megvilágosítására szolgáló világosságnak nevezte. Innen ered az egyik legrégebbi szentelmény: a szentelt gyertya, és a gyertyaszentelés szokása is. Így a szentelt gyertya Jézus egyik legrégebbi jelképe.  A későbbi időkben a gyertyát az újszülöttek mellett tartották a rontó szellemek távoltartására a keresztelés napjáig (illetve, hogy a csecsemőt ki ne cseréljék). Amikor a fiatal anyák először mentek templomba, akkor is szentelt gyertyát vittek a kezükben.

## Ünnep
- Amióta december 25-ére került Jézus születésének ünnepe, azóta február 2-án tartják a gyertyaszentelés ünnepét.
- Az ünnep egyfelől Szűz Mária megtisztulásának ünnepe, mert Mária a zsidó törvények előírásainak megfelelően mutatta be gyermekét a templomban és bemutatta a tisztulási áldozatot. A nyugati liturgia ezt emelte ki a X. századtól kezdve. Másfelől Jézus bemutatásának ünnepe is, mert ezen a napon szentelték őt Istennek. 1960-tól a nyugati liturgia ismét Jézus bemutatását emeli ki a két ünnep közül. Azonban Magyarországon megmaradt a régi neve is: Gyertyaszentelő Boldogasszony.
- [3]Szent II. János Pál pápa rendelkezésének megfelelően 1997 óta február 2-án az egyház a megszentelt élet világnapját is ünnepli ezen a napon. A katolikus egyház azt a teológiai mondanivalót emeli ki, hogy Krisztus és Mária megszentelődése ez a nap, illetve mindazoké, akik életodaadásukban vállalkoznak Isten országának szeretetére, azaz Krisztus követésére. Ebben az értelemben az ünnep köszönetnyilvánítás Istennek a megszentelt hivatások ajándékáért.

- A keleti liturgiában Hypapanie – találkozás – a neve, mert Isten Fia először találkozott papságával ezen a napon.

## Népszokások
A megszületett gyermeket, amíg még nem keresztelték meg, „pogánykának” hívták. Jézus Krisztus jelképe volt a gyertya, ezért a pogányka mellett világított kereszteléséig, hogy Jézus vigyázzon rá, nehogy rossz szellemek „kicseréljék”. Majd a keresztelőre – vagy „egyház-kelőre” – az anya vitte az égő gyertyát.
Gyertyát égettek jégeső, vihar, villámlás esetén, illetve krónikus betegek és halottak mellett is. Egyes helyeken (pl. Tápiószentmárton) még a haldokló kezébe is égő gyertyát helyeztek.
Ha ezen a napon jó idő van, akkor későn tavaszodik. Mondogatták is: Gyertyaszentelő napján „Inkább farkas ordítson be az ablakon, minthogy kisüssön a nap!”
A néphiedelem szerint ezen a napon a medve kijön a barlangjából, és ha meglátja árnyékát (vagyis szép, napos idő van), akkor megijed tőle, és visszamegy aludni, amiből arra következtettek, hogy újra hideg lesz. Ha viszont nincs árnyéka, akkor kint marad, mert tudja, hogy ez a tél utolsó próbálkozása és hamarosan enyhül az idő.

## Templomszentelés
Két templom van Gyertyaszentelő Boldogasszonynak szentelve Magyarországon: a pécsi Gázi Kászim pasa dzsámija (közismertebb nevén a pécsi belvárosi templom, azaz a dzsámi, amely jelenleg katolikus templomként működik), illetve Szarvasgede település temploma.